# Roman Mrázik
Roman Mrázik (* 22. prosince 1969) je slovenský herec, speaker a bavič.

## Život
Absolvoval studium herectví na DAMU. Hostoval v A-studiu Rubín, v divadle Drak, v divadle Sklep, v opeře Národního divadla a v Činoherním studiu. Od roku 1995 je v angažmá v Ypsilonce. S kolegou Martinem Janoušem vytvořili radioseriál Doňa Mimoňa, aneb radionovely z Venezuely (odvysílalo se přibližně 600 dílů. Více na www.donamimona.cz ) a radioseriál Mezi námi děvčaty, který se vysílal na celoplošném rádiu Impuls( Odvysílalo se asi 400 dílů).
Českým divákům se vryl do paměti sérií Vaříme s Mírou, Paříme s Mírou a Volíme s Mírou. Pro Mall.tv vytvořil pořady M Test a Olympijské vařeníčko. Objevil se například v seriálech Přístav, Comeback nebo ve filmu U mě dobrý. Společně s Luďkem Staňkem namluvil prasata v seriálu Chrocht!.

## Filmografie
- 1996 – Periferie (film)
- 1996 – Máčo & Líba (studentský film)
- 1997 – Bakaláři 1997 (TV seriál)
- 2006 – Indián a sestřička (film)
- 2008 – Soukromé pasti (TV seriál)
- 2008 – Kriminálka Anděl (TV seriál)
- 2008 – U mě dobrý (film)
- 2010 – Dokonalý svět (TV seriál)
- 2010 – Comeback (TV seriál)
- 2012 – Modrý tygr (film)
- 2013 – Drahá tchýně (TV seriál)
- 2014 – České století (TV seriál)
- 2014 – Cirkus Bukowsky (TV seriál)
- 2014 – Pečený sněhulák (TV skečový pořad)
- 2015 – Případ pro exorcistu (TV seriál)
- 2016 – Dobře vycpaný bobr (internetový skečový pořad)
- 2016 – Já, Mattoni (TV seriál)
- 2016 – Modré stíny (TV seriál)
- 2016 – Pět mrtvých psů (TV seriál)
- 2016 – Atentát (TV seriál)
- 2016 – Žrouti (internetový seriál)
- 2016–2017 – Vaříme s Mírou (později Paříme s Mírou, chLAST MINUTE s Mírou, Volíme s Mírou) (internetový pořad)
- 2016–2017 – Přístav (TV seriál)
- 2016–2018 – Ohnivý kuře (TV seriál)
- 2017 – Život a doba soudce A. K. (TV seriál)
- 2017 – Svět pod hlavou (TV seriál)
- 2017 – Specialisté (TV seriál)
- 2017 – Babička (studentský film)
- 2017 – Die Puppenspieler - Aus dem Feuer (film)
- 2017–2018 – Chrocht! (internetový seriál)
- 2018 – Dáma a Král (TV seriál)
- 2018 – Stylista (internetový seriál)
- 2018 – Děj se vůle zboží! (internetový pořad)
- 2018 – Zoufalé ženy dělají zoufalé věci (film)
- 2018 – Čertí brko (film)
- 2018 – Zlatý podraz (film)
- 2018 – Zpátky do lavic (internetový pořad)
- 2018–2019 – Krejzovi (TV seriál)
- 2018–dosud – M Test (internetový pořad)
- 2019 – Živé terče (TV seriál)
- 2019 – Strážmistr Topinka (TV seriál)
- 2019 – Princip slasti (TV seriál)
- 2019 – Irán (internetový pořad)
- 2019–dosud – Kameňák (TV seriál)
- 2020 – sKORO NA mizině (internetový seriál)
- 2020 – Do selhání (film)
- 2021 – Božena (TV seriál)
- 2021 – Lau čidi (internetový pořad)
- 2021 – Slunečná (TV seriál)
- 2021 – Co ste hasiči (TV seriál)
- 2021 – Olympijské vařeníčko (internetový pořad)
- 2021 – Hui Buh und das Hexenschloss (film)
- 2021 – Lajna (internetový seriál)
- 2021 – Dvojka na zabití (TV seriál)

## Divadelní záznamy
- 2000 – Vše pro firmu
- 2015 – Prodaná nevěsta
- 2016 – Praha stověžatá